# Ada keiliana
Ada keiliana es una orquídea epífita originaria de Suramérica.

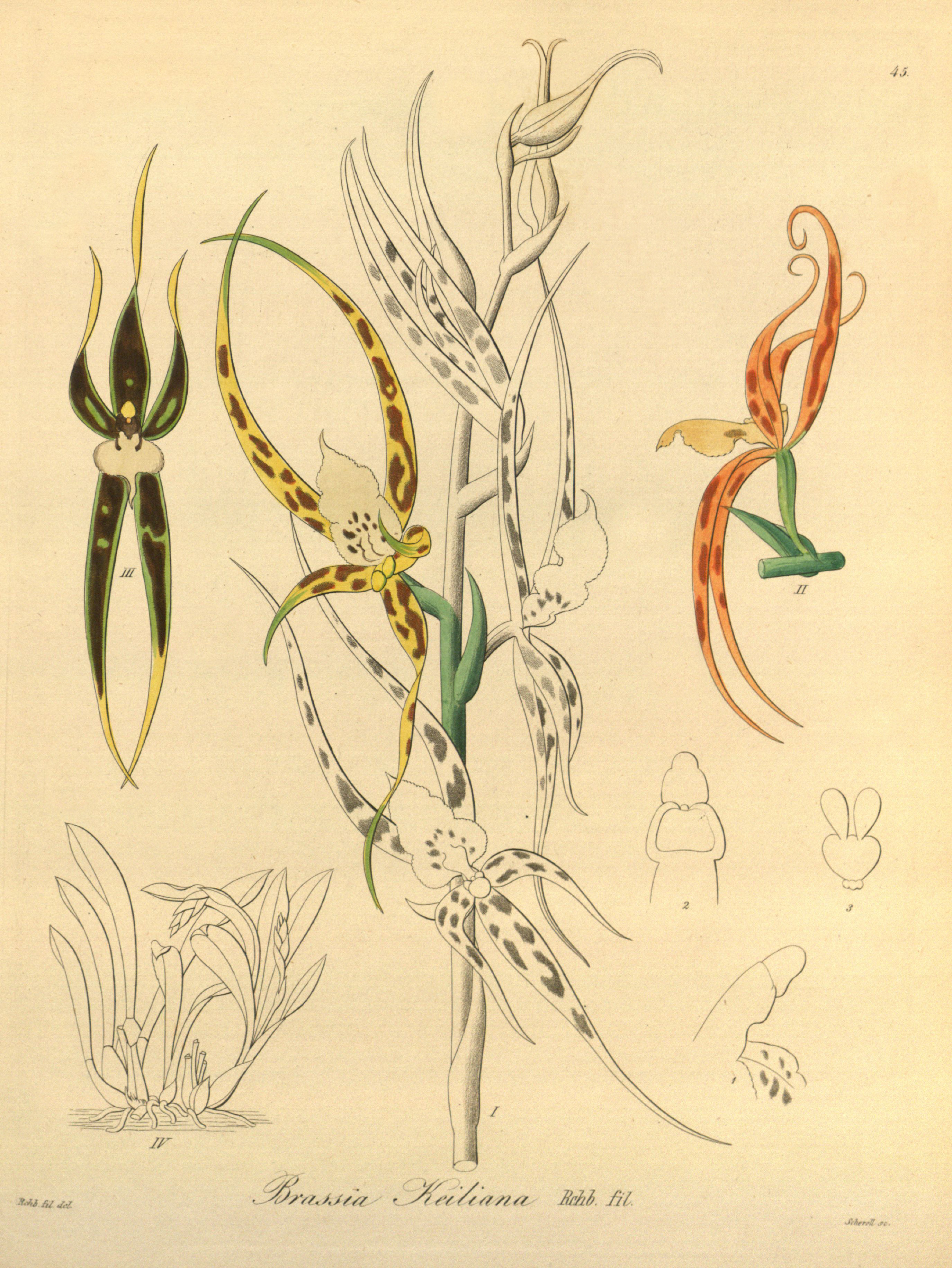
Ilustración

## Características
Es una planta de tamaño grande, que prefiere clima fresco a cálido, es cada vez más epífita. Tiene pseudobulbo piriforme, liso y comprimido, envuelto por varias vainas y una sola hoja apical, linear-lanceolada de textura fina, aguda que aparece a continuación de un alargado y estrecho pecíolo. Florece en una inflorescencia axilar, erecta de 45 cm de largo, con 2 a 4 flores. Tiene brácteas lanceoladas de color verde pálido con vistosas, cerosas y fragantes flores de 15 cm de largo que se producen en el verano.

## Distribución
Se encuentra en Venezuela y Colombia.

## Cultivo
Necesita para crecer condiciones de clima cálido con moderada luz durante el verano, y abundancia de luz durante el invierno. Durante el período de crecimiento, es esencial una alta humedad para culminar con éxito el cultivo. La maceta, donde debe esté la planta, debe ser de tamaño mediano y no debe secarse por completo cuando está creciendo, pero es necesario darle suficiente drenaje para evitar que se pudra la raíz. Se le debe proporcionar un clima de niebla a menudo, si es posible, por la mañana para imitar el rocío del hábitat natural. Debe plantarse en maceta y proporcionarle un drenaje medio en corteza de abeto.

## Taxonomía
Ada keiliana fue descrita por (Rchb.f. ex Lindl.) N.H.Williams y publicado en Brittonia 24(1): 108. 1972.
Etimología
Ver: Ada, Etimología
keiliana: epíteto que fue nombrado en honor del Dr. Keil (botánico alemán de los años 1800)
Sinonimia
Los siguientes nombres se consideran sinónimos de Ada keiliana:
- Brassia cinnamomea Linden ex Lindl. 1854;
- Brassia havanensis Lindl. 1854;
- Brassia keiliana Rchb. f. ex Lindl. 1852-3;
- Oncidium keilianum Rchb. f. 1864[4][5]